# ديفيد كيس
ديفيد كيس (بالإنجليزية: David Case)‏ هو عسكري بريطاني، ولد في 1953 في غيانا.